# Abutsu-ni
Abutsu-ni (阿仏尼, il suffisso -ni significa "monaca"; 1222 – 1283) è stata una poeta e monaco buddista giapponese del medio periodo Kamakura.
Ha servito come dama di compagnia della principessa Kuni-Naishinnō, in seguito conosciuta come l'imperatrice Ankamon-in. Intorno al 1250 sposò il collega poeta Fujiwara no Tameie. Dopo la sua morte nel 1275, divenne monaca. Una disputa sull'eredità di suo figlio la portò, nel 1277 o nel 1279, a viaggiare da Kyoto a Kamakura per perorare in favore di suo figlio. Il suo resoconto di questo viaggio, raccontato in poesie e lettere, è stato pubblicato come Izayoi nikki ( Diario della luna calante o Diario della luna di sedicesima notte), la sua opera più nota.

## Biografia
Il nome di nascita e i genitori di Abutsu-ni sono sconosciuti. Fu adottata in giovane età da Taira no Norishige (anche se si ritiene che non sia la figlia adottiva ma la sua vera figlia), il governatore nominale della provincia di Sado. Come sua figlia prestò servizio alla corte della principessa Kuni-Naishinnō, poi imperatrice Ankamon-in. Durante questo periodo era conosciuta come Ankamon-in no Shijō e Ankamon-in Emon no Suke. Anche durante il suo periodo a corte, ha dato alla luce tre figli di parentela sconosciuta: due maschi, Ajari e Rishi, e una figlia, Ki Naishi. Entrambi i figli divennero membri del clero buddista e Ki Naishi divenne la dama di compagnia di una consorte dell'imperatore Kameyama. Dalla corrispondenza successiva compilata nell'Izayoi nikki, viene rivelato che aveva anche due sorelle, una maggiore e una minore.
Intorno al 1250, Abutsu-ni sposò Fujiwara no Tameie, che probabilmente incontrò mentre lavorava a una copia su commissione di Genji monogatari. Insieme ebbero due figli: Tamesuke nato nel 1263, e Tamenori nato nel 1265. Tamesuke in seguito prese il cognome di "Reizei", fondando la famiglia di poeti Reizei. Dopo la morte di Tameie nel 1275, Abutsu-ni si rase la testa e assunse i nomi monastici di Abutsu e Hokurin-zenni.
Prima di sposare Abutsu-ni e avere figli con lei, Tameie aveva lasciato in eredità gran parte della sua proprietà al figlio maggiore di un'altra relazione, Tameuji. Prima della sua morte, Tameie ha emesso due documenti nel tentativo di trasferire i diritti su una parte della proprietà da Tameuji al figlio maggiore con Abutsu-ni, Tamesuke. Questa parte era la tenuta di Hosokawa e consisteva in un maniero situato nella provincia di Harima. Dopo la morte di Tameie, Tameuji si rifiutò di trasferire la tenuta di Hosokawa a Tamesuke, dando inizio a una lunga battaglia legale.
A nome di suo figlio, Abutsu-ni fece appello sia alla corte imperiale che allo shogunato di Kamakura. Si recò personalmente a Kamakura nel 1279 per parlare allo shogunato della disputa. Una decisione sul caso fu ritardata dalla preoccupazione dello shogunato di respingere le invasioni mongole del Giappone avvenute nel 1274 e 1281, e Abutsu-ni morì a Kamakura nel 1283, ancora in attesa di un verdetto. Il governo alla fine decise contro Tamesuke nel 1286.

## Opera poetica
L'Izayoi nikki (Diario della luna calante), la sua opera più nota, racconta il suo viaggio a Kamakura per conto di Tamesuke e consiste principalmente in poesie e corrispondenza di questo periodo. Era disponibile in stampa già nel 1659 e da allora ha goduto di una popolarità continua, apparendo in molte raccolte di letteratura giapponese e ricevendo una notevole attenzione da parte degli studiosi. Questa storia, intervallata da 116 poesie, scritte da lei stessa o da altri autori, si conclude con una lunga poesia (chōka) di 151 versi. È anche accreditata di aver composto Utatane no Ki (Storia di un sonno), in cui descrive gli eventi dell'anno 1238, Yoru no Tsuru (La gru notturna), una serie di lettere sulla poetica che ha inviato a suo figlio Tamesuke rimasto a Kyoto e Niwa no oshie (Istruzioni per il giardino), una lettera a sua figlia.
Quarantotto delle poesie di Abutsu-ni compaiono nelle antologie imperiali della poesia giapponese. Tre di queste appaiono per la prima volta nello Shokukokin Wakashū, compilato da suo marito. Altre cinquantanove poesie di Abutsu si trovano anche in un'antologia privata intitolata Fubokushō.